# Idaho State Highway 13
Pour les articles homonymes, voir Route 13.
L'Idaho State Highway 13 est une route de l'Idaho reliant Grangeville à Kooskia, aux États-Unis.